# Anne Margrethe Hausken Nordberg
Anne Margrethe Hausken Nordberg, född 23 januari 1976 i Haugesund, är en norsk orienterare.
Hennes främsta merit är guldmedaljen på sprintdistansen vid världsmästerskapen 2008. Hon vann även två guld vid Europamästerskapen år 2008.
Tidigare har hon även tävlat i skidorientering, med ett guld och ett silver i JVM som främsta merit samt i friidrott med ett silver och ett brons i norska mästerskapen som främsta merit.